# Jon Toogood
Jon Toogood (ur. 9 sierpnia 1971 w Wellington, Nowa Zelandia) – nowozelandzki muzyk, autor tekstów, lider, wokalista i gitarzysta zespołu Shihad.